# معهد هيرتيج للدراسات السياسية
معهد هريتج  للدراسات السياسية (HIPS) مؤسسة فكرية مقرها في العاصمة الصومالية مقديشو، يرأسه حاليا  مرسل سَنيه .

## نظرة عامة
معهد هيرتيج للدراسات السياسية مركز بحثي مستقل وغير ربحي يهدف إلى دراسة الشؤون السياسية والتأثير عليها من خلال البحث الميداني والتحليل والحلول المبتكرة على شكل تقارير وبحوث ومناقشات عامة.
تأسس معهد هيرتيج للدراسات في العاصمة الصومالية مقديشو في يناير 2013، وبدأ المعهد في إصدار التقارير والأوراق البحثية لتقديم المشورة للحكومة الصومالية الناشئة والمنظمات الدولية والجهات الفاعلة المحلية، في الأشهر الستة الأولى، قدم هيرتيج توجيهات وطرح رؤى حول موضوعات مختلفة أبرزها الفرص التعليمية في الصومال، وسبل مواجهة النزوح الداخلي، والمبادرات الدبلوماسية المحلية في كيسمايو وجمهورية صوماليلاند الغير معترف بها. وكان من أبرز المشاركين في جهود المعهد عائشة حاج علمي ومحمد نور ترسن ومحمد علي أميريكو.
وكجزء من مهمته، عمل المعهد على تعزيز ثقافة التعلم والبحث في الصومال، وذلك من خلال إنشاء سلسلة من المكتبات العامة في جميع أنحاء البلاد، وتنظيم معارض الكتب الصيفية وتقديم دورات بحثية ومنح دراسية لطلاب الدراسات العليا والباحثين.

## الجدل
في عام 2013 زعمت مجموعة المراقبة التابعة للأمم المتحدة في الصومال وإريتريا في تقرير لها أن معهد هرتيج ومديرها عبد الرحمن يوسف علي (عينتي) لعبوا دورا في سوء الإدارة المالية التي اتُهم بها مسؤولو الحكومة الفيدرالية الصومالية. ونشر المعهد ردا رسميا على موقعه على الإنترنت، حيث نفى هذه المزاعم واصفا إياها بالكاذبة مشيرا إلى أن هذه المزاعم تقوض التزام الأمم المتحدة بالشفافية والمساءلة والنزاهة.
في 27 يوليو 2023، حث الناشط الشهير في ولاية خاتمة محمود جيلدون نشطاء وقادة الولاية على عدم حضور الندوة السنوية لمعهد هرتيج في جيبوتي المقرر عقدها في أكتوبر، مستشهدا بسجل المعهد فيما يتعلق بشؤون صوماليلاند، معربا عن قلقه بشأن موقفه بشأن الحفاظ على وحدة الصومال وسيادته، كما انتقد جيلدون الرئيس الجيبوتي إسماعيل عمر جيلي، متهما إياه بأنه حليف رئيسي لموسى بيهي عبدي وبتقديم الدعم لقوات صوماليلاند خلال الصراع في لاسعانود ومدها بالذخيرة عبر أسواق الأسلحة الدولية.

## روابط خارجية
- الموقع الرسمي